# 一塁手

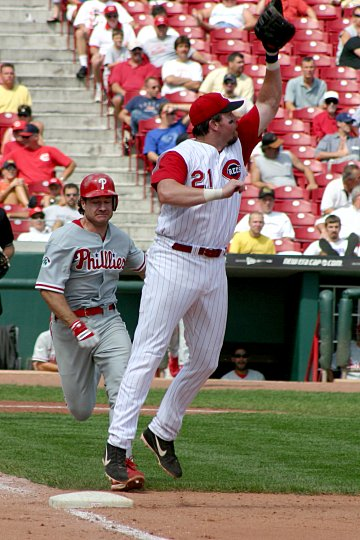
送球を受ける一塁手（ショーン・ケイシー）

一塁手（いちるいしゅ、英: First baseman）とは野球やソフトボールにおいて一塁（ファーストベース）周辺を守る内野手。守備番号は3。英略字は1B（1st Basemanから）。日本ではファーストとも呼ばれ、プロ野球では主に打撃に重点を置くスラッガータイプの選手が守るポジションとされる。

## 概要
一塁手の主な役割は他の野手からの送球を受け、一塁において打者走者をアウトにすることである。一塁に走者がいる場合は投手からの牽制球を受ける役割も担う。送球を受ける機会が非常に多いポジションであるため、確実に捕球する能力が不可欠である。この他に必須の能力・条件は上背があること、機敏に動けること、体がよく伸びることである。刺殺に要する時間が短くてすむからである。また、右利きよりも左利きが一塁手に有利である。おおむね右の方向へ送球するが、これは左利きにとっては自然な送球方向であるためである。グローブも右手すなわちフェアグラウンド側の手にはめるため、ゴロやライナーの処理がたやすくなる。
一方で、他の内野手と比べてゴロの処理や送球をする機会が少ないため、緻密な連携プレイや華麗なフィールディング、突出した俊足や強肩などといった能力はあまり重視されない傾向がある。ただし自身でゴロを処理する際に一塁付近を離れすぎると打者走者をアウトにしにくくなるため、自分でベースに戻るかベースカバーに入った他の選手(主に投手)に送球するかで、打球に対する素早い反応と的確な状況判断が求められる。この状況判断について、井端弘和は「1つの打球に対してやることが一杯ある」と語る。
上述のように、内野手では唯一、左投げ（＝左利き）の選手が優位性を持つポジションである。一塁からの送球は一塁手から見て右側の二塁や三塁への方向が大きな割合を占めるが、左利きの一塁手は二・三塁方向に送球する際、体の向きを変えずに送球体勢に入れる。他の内野手から送球を受ける際、サウスポーの一塁手は右足とミットを持った右手を前に出す格好となるが、ほかの内野手は右投げ、すなわち自身の右から左に腕を振ることが多いため、送球は一塁手の右体側に収まりやすい。この時、ボールを受ける手を右手とすることによって、より自然な態勢で捕球できる。また、同時に身体はホームベースのある左側を向くことになるので、本塁側から全速力で突進してくるバッターランナーの挙動を確認しやすく、心理的なプレッシャーやクロスプレイ時のリスクを減じることができる。一塁手への送球また一塁ベース上で牽制球を受けて走者にタッチする際も、右手にミットを持っていた方が左手にミット持っている際と比べ素早くランナーにタッチできることなども理由である。また、一般に長身の選手の方が送球を捕球できる範囲が広く（一塁のプレイはほとんどがフォースプレイであるため、足を塁から離さずに捕球することが求められる）、野手も的として投げやすいため有利とされている。
今浪隆博は左投げの一塁手の方が自身で送球する際に都合が良い点についても触れつつ、左投げの一塁手に対しての方が二塁手、三塁手、遊撃手としては送球しやすいという利点を挙げており、今浪は個人的にはこれこそが最大の利点だとしている。この送球のしやすさについては、左投げの一塁手の方が打者走者側にシュート回転して逸れた内野手の送球に対応しやすい(打者走者側に体という的がある)と解説している。
一塁手の使用するグラブまたはミットに関しては公認野球規則3.05で規定されており、一塁手以外の野手とは異なる規定がされている。一塁手用に作られたミットは「ファーストミット」と呼ばれ、一般に捕球のためのポケットが深く、バウンドしてくる送球を受け止められるように縦長になっている。ただし使用が義務付けられているものではなく、通常の外野手用グラブで守備に就く選手もごく少数ながら存在する。
加齢や怪我等により他のポジションの守備範囲が狭くなったため、あるいは打撃の力量はあるが守備力が低い選手の出場機会を増やすため、また守備負担を減らして打撃に意識を集中させるために一塁手にコンバートされる例が多く見られる。プロ野球における第一の例としては藤田平（遊撃手）、田淵幸一（捕手）、小久保裕紀（二塁手、三塁手）、稲葉篤紀（外野手）らが、第二、第三の例としては川上哲治（投手）、松原誠（捕手・三塁手）、衣笠祥雄（捕手）、落合博満（二塁手）、小笠原道大（捕手、三塁手）らが挙げられる。近年のメジャーリーグにおいては、ノマー・ガルシアパーラ（遊撃手）、アルバート・プホルス（外野手）、ジョー・マウアー（捕手）、ブライス・ハーパー（外野手）ウィルソン・コントレラス（捕手）らが一塁手へのコンバートの例である。そのため、身体のコンディションに不安がある一方で経験豊富なベテラン選手や、フィールディング能力は低いが打撃力への期待から起用された選手が一塁を守っていることが多く、一塁守備の適性が高い選手でもキャリアの初期は他のポジションを守り、ベテラン選手や外国人枠で登録された選手が退団したのち、20代半ば以降に一塁手として定着する例が多い。よってプロ入り当初から現役時代を通じて一塁のみを守り続けた選手は、榎本喜八や王貞治（投手としてプロ入りも、即一塁手に転向）、清原和博（若手時代は日本シリーズ対策で外国人選手が一塁に入る場合に備えて、十数試合三塁手での出場経験はある）などわずかな例しか存在しない。
このように一塁手の守備力を過小評価されることもあることから、先述の井端弘和をはじめ、実際に一塁手を経験した人間は「そんなことはない」と苦言を呈することもある。実際、草野球や少年野球では「一塁送球を問題なく捕球できること」という最低水準を満たしているかどうかという次元で守備力を審査され、一塁手が機能しないと事実上野球の試合が成立しないため、それらでは寧ろ守備の信頼度の高い選手が守るポジションとされる。